# Galiza (Estoril)
Galiza é uma aldeia localizada na união das freguesias de Cascais e Estoril, no distrito e área metropolitana de Lisboa, Portugal. Pertenceu até 1915 à freguesia de Alcabideche, tendo sido desanexada desta para formar a nova freguesia do Estoril. Recebe o seu nome, à semelhança de outras localidades, por ter sido povoada originalmente por galegos. Inclui os sítios do Monte Leite, Bairro Novo do Pinhal e Quinta dos Gaios.
Limita a norte com a localidade de Pau Gordo, a nascente com a Alapraia, a sul com São João do Estoril e a poente com o Estoril. Apesar de ser mais antiga, a notoriedade e desenvolvimento de São João do Estoril levam a que, atualmente, se inclua geograficamente enquanto parte desta localidade.
Na aldeia celebrou-se, em 1957, o V Congresso do Partido Comunista Português, que aprovou o primeiro programa e estatutos do partido e recebeu saudações de outros partidos comunistas.